# Lưu Đình Chất
Lưu Đình Chất (1566-1627) là quan nhà Lê trung hưng trong lịch sử Việt Nam.

## Thân thế
Lưu Đình Chất người làng Đông Khê, Quỳ Chử xã, nay thuộc xã Hoằng Quỳ, huyện Hoằng Hóa, Thanh Hóa, Việt Nam. Ông là con quận công Lưu Đình Thưởng.

## Sự nghiệp
Nhờ cha là đại thần, Lưu Đình Chất được làm quan cho nhà Lê tới chức Cấp sự trung Lại khoa. Mãi đến năm 42 tuổi (1607) ông mới đỗ Đệ nhị giáp tiến sĩ.
Năm 1613 ông được thăng làm Tự khanh, tước Nhân Lĩnh bá. Sau đó (1616) ông được cử làm chánh sứ sang nhà Minh. Khi trở về, ông được thăng làm Lại bộ Hữu thị lang, tước Nhân Lĩnh hầu.
Năm 1618, ông dâng khải lên chúa Trịnh Tùng đề nghị sửa đức để dẹp điều tai dị.
Lê Thần Tông lên ngôi, ông được thăng chức Tả thị lang bộ Hộ.
Năm 1623, em chúa Trịnh Tráng là Trịnh Xuân gây biến, phủ chúa dao động. Lưu Đình Chất ở bên cạnh Trịnh Tráng, bày mưu kế để dẹp được cuộc bạo loạn.
Do có công dẹp Trịnh Xuân, Lưu Đình Chất được phong làm Đô ngự sử rồi Tá lý công thần. Sau đó ông được vào phủ chúa làm Tham tụng, rồi Thượng thư bộ Hộ, Thiếu bảo, tước Phúc quận công.
Năm 1627, ông mất, thọ 62 tuổi, được truy tặng làm Thiếu sư.